# Sony Chan
Sony Chan, née le 12 octobre 1975 à Hong Kong, est une humoriste et chroniqueuse radio. Née homme mais dotée d'un physique androgyne, elle apparaît sous les traits d'une femme et utilise une identité féminine. Architecte DPLG et comédienne, Sony Chan officie de 2011 à 2012 sur OÜI FM, puis de 2012 à 2014 sur les ondes de France Inter dans l'émission On va tous y passer avec Frédéric Lopez, puis André Manoukian.
De 2013 à 2015, Sony Chan chronique à la télévision dans l'émission Comment ça va bien ! sur France 2.
En 2015, Sony Chan est une des humoristes de l'émission Folie passagère aux côtés de Frédéric Lopez.

## Biographie
En 1987, la famille de Sony Chan s'installe en Alsace alors qu'elle a 11 ans. À partir de 1994, Sony Chan fait des études d'architecture à l'École d'Architecture de Strasbourg et obtient son diplôme en 2001. Sony Chan travaille également dans la haute couture, comme mannequin,.
En 2009, Sony Chan réalise un album musical Be a star, alliant electro et instruments d'origine chinoise. Un remix, élaboré avec le DJ Tiborg (en), est largement diffusé dans les lieux à la mode de Paris et Hong Kong.
Toujours en 2009, Sony Chan présente un sketch dans l'atelier de Juste pour rire, déjà joué en 2013 et 2014 au théâtre Montmartre-Galabru reprend en janvier 2015 au théâtre Les Feux de la Rampe à Paris, dans une nouvelle version intitulée Différente comme vous et moi.

## Image publique
Concernant le questionnement à propos de son genre, Sony Chan indique « que tout dépend de la perception des sentiments de chacun ». Sony Chan demande à ne pas être cataloguée dans un genre déterminé. Elle demande un « positionnement intelligent » pour « proposer quelque chose d’autre au-delà de cette différence ».

## Participations à des émissions
- Un soir à la tour Eiffel sur France 2 en 2014 ;
- Comment ça va bien ! sur France 2 avec La leçon de glamour
- On va tous y passer sur France Inter d'août 2012 à juin 2014 ;
- Repérages sur Canal+ ;
- Carte Blanche à Timsit sur France 5 ;
- Folie passagère sur France 2 en 2015.

## Téléfilms
- Baptême du feu sur France 2 ;
- La Femme au fond du verre à sake sur Canal+.
- Alpha Maria sur RTHK en 2019

## Spectacles
Sony Chan est auteure et interprète de Différent comme tout le monde joué en 2013 et 2014, et repris en janvier 2015 dans une nouvelle version Différente comme vous et moi.
En 2017 et 2018, elle joue des représentations de son spectacle Encore ! à Hong Kong en cantonais et en français.

## Récompenses
- Prix Coup de Cœur du Jury au Festival de l'Humour à Tournon-sur-Rhône.
- Grand prix au Festival du Rire de Villeneuve-sur-Lot[9].